# Lijst van nummer 1-hits in Noorwegen in 1995
Deze hits stonden in 1995 op nummer 1 in de VG-lista, de bekendste hitlijst in Noorwegen.
| Week | Artiest       | Titel                                |
| ---- | ------------- | ------------------------------------ |
| 1    | Rednex        | Cotton Eye Joe                       |
| 2    | Rednex        | Cotton Eye Joe                       |
| 3    | Rednex        | Old Pop in an Oak                    |
| 4    | Rednex        | Old Pop in an Oak                    |
| 5    | Rednex        | Old Pop in an Oak                    |
| 6    | Rednex        | Old Pop in an Oak                    |
| 7    | Rednex        | Old Pop in an Oak                    |
| 8    | Rednex        | Old Pop in an Oak                    |
| 9    | Scatman John  | Scatman (Ski-Ba-Bop-Ba-Dop-Bop)      |
| 10   | Céline Dion   | Think Twice                          |
| 11   | Céline Dion   | Think Twice                          |
| 12   | Scatman John  | Scatman (Ski-Ba-Bop-Ba-Dop-Bop)      |
| 13   | Céline Dion   | Think Twice                          |
| 14   | Céline Dion   | Think Twice                          |
| 15   | The Offspring | Self Esteem                          |
| 16   | The Offspring | Self Esteem                          |
| 17   | The Offspring | Self Esteem                          |
| 18   | The Offspring | Self Esteem                          |
| 19   | Rednex        | Wish You Were Here                   |
| 20   | Rednex        | Wish You Were Here                   |
| 21   | Take That     | Back for Good                        |
| 22   | The Connells  | '74-'75                              |
| 23   | The Connells  | '74-'75                              |
| 24   | The Connells  | '74-'75                              |
| 25   | The Connells  | '74-'75                              |
| 26   | The Connells  | '74-'75                              |
| 27   | The Connells  | '74-'75                              |
| 28   | The Connells  | '74-'75                              |
| 29   | The Connells  | '74-'75                              |
| 30   | The Connells  | '74-'75                              |
| 31   | The Murmurs   | You Suck                             |
| 32   | U2            | Hold Me, Thrill Me, Kiss Me, Kill Me |
| 33   | Morten Harket | A Kind of Christmas Card             |
| 34   | Morten Harket | A Kind of Christmas Card             |
| 35   | Morten Harket | A Kind of Christmas Card             |
| 36   | Morten Harket | A Kind of Christmas Card             |
| 37   | Morten Harket | A Kind of Christmas Card             |
| 38   | Morten Harket | A Kind of Christmas Card             |
| 39   | Morten Harket | A Kind of Christmas Card             |
| 40   | Morten Harket | A Kind of Christmas Card             |
| 41   | Morten Harket | A Kind of Christmas Card             |
| 42   | Coolio & LV   | Gangsta's Paradise                   |
| 43   | Coolio & LV   | Gangsta's Paradise                   |
| 44   | Coolio & LV   | Gangsta's Paradise                   |
| 45   | Coolio & LV   | Gangsta's Paradise                   |
| 46   | Coolio & LV   | Gangsta's Paradise                   |
| 47   | Coolio & LV   | Gangsta's Paradise                   |
| 48   | Coolio & LV   | Gangsta's Paradise                   |
| 49   | Coolio & LV   | Gangsta's Paradise                   |
| 50   | Coolio & LV   | Gangsta's Paradise                   |
| 51   | Coolio & LV   | Gangsta's Paradise                   |
| 52   | Coolio & LV   | Gangsta's Paradise                   |